# Zirrenkrake

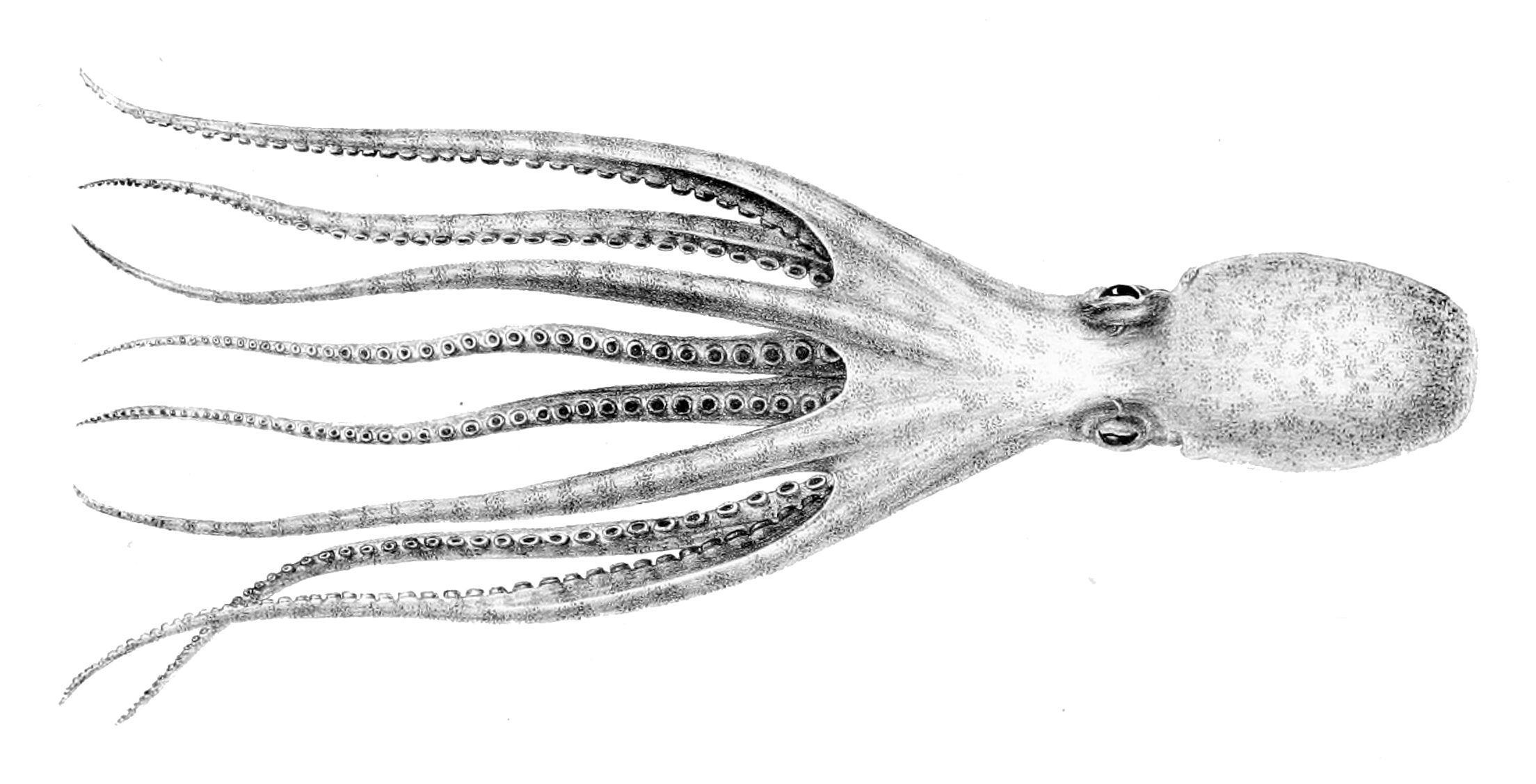
Dorsale Ansicht

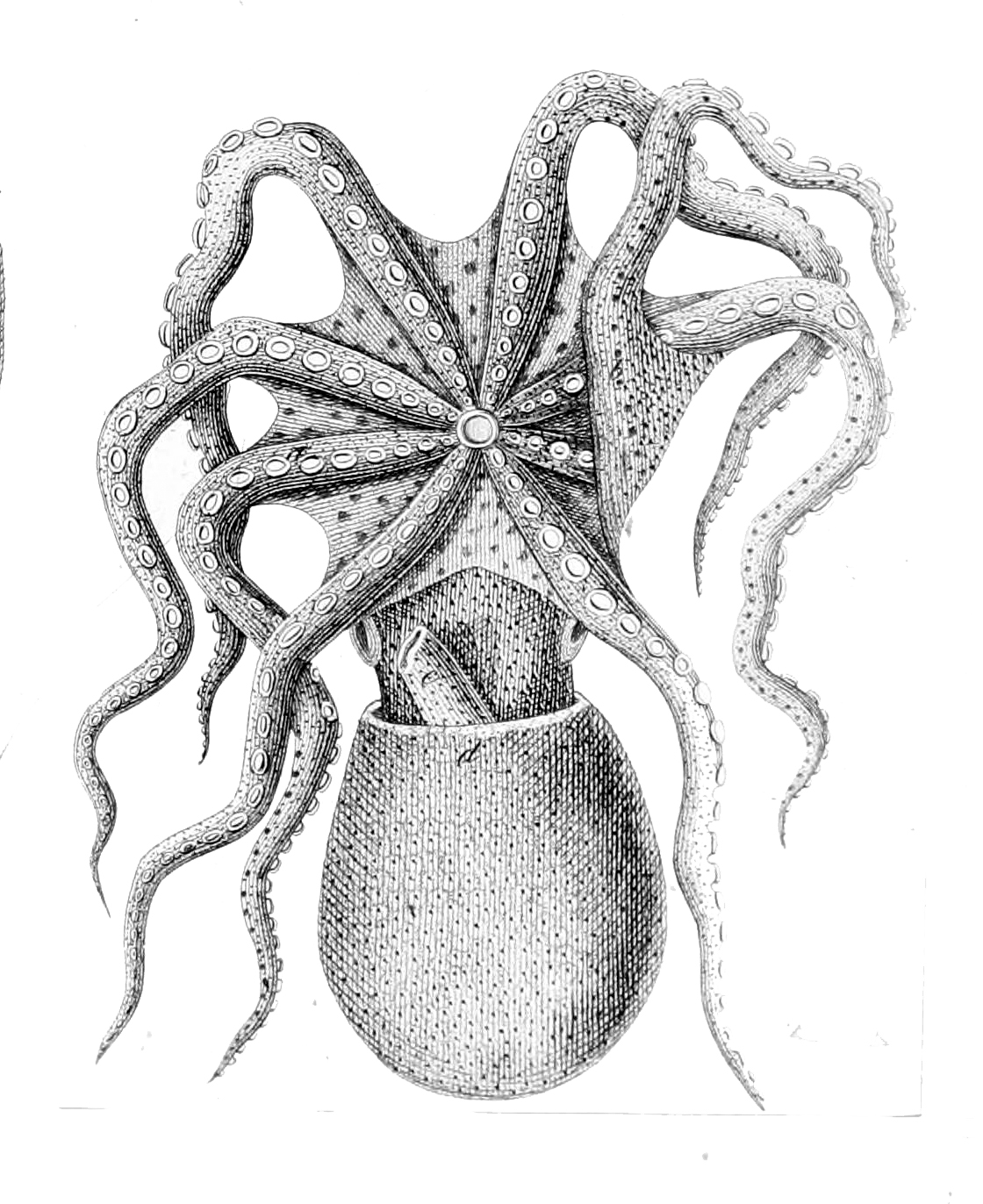
Orale und ventrale Ansicht

Der Zirrenkrake (Eledone cirrhosa) ist ein Kopffüßer aus der Gattung Eledone. Er lebt im nordöstlichen Atlantik, von Norwegen, Island und den Britischen Inseln südwärts, bis zum Mittelmeer.

## Merkmale
Der Zirrenkrake ist eine mittelgroße Kraken-Art. Der Krake ist dorsal vorwiegend von gelb über orange bis rotbraun gefärbt und ventral weiß mit grünlichem Schimmer, doch kann das Tier seine Farbe der Umgebung anpassen. Kennzeichnend für den Zirrenkraken ist die sehr feine und dichte Körnung seiner Haut mit dazwischen liegenden Warzen. Er wird bis zu 50 cm lang, die Mantellänge von großen Exemplaren erreicht 160, in Ausnahmefällen bis 175 Millimeter. 
Der Mantel ist verhältnismäßig kurz und eiförmig, der Kopf deutlich schmaler als der Mantel. Über jedem Auge befindet sich ein Cirrus. Seine schlanken und recht kurzen, distal fein verjüngten Fangarme erreichen etwa das Zweieinhalb- bis Dreifache der Mantellänge. Sie sind untereinander durch eine Membran verbunden, die etwa 40 Prozent der Armlänge erreicht, sich aber saumartig verschmälert bis fast zur Spitze der Tentakel fortsetzt. Die Arme weisen nur eine Reihe Saugnäpfe auf, bei größeren Weibchen etwa 120 bis 140 pro Arm, sie sind in Ruhe aufgerollt. Sie sind untereinander nahezu gleich lang, das bauchseitige (ventrale) Paar ist geringfügig kürzer. Der dritte Arm des Männchens auf der rechten Seite ist als Hectocotylus zur Begattung abgewandelt, er ist kürzer als die anderen. Seine Ligula ist sehr kurz, ein Calamus (ein konischer Fortsatz des Arms an der Basis der Ligula) fehlt.
Der äußere Saum des Mantels wird von einem niedrigen, blass gefärbten Wulst umrandet. Das Tier ist auf der Rückenseite gelblich oder rötlich orange bis rötlich braun mit diffusen rostbraunen Flecken und auf der Bauchseite weiß.
Im südlichen Verbreitungsgebiet erreicht der Zirrenkrake eine Körpermasse von bis zu 1 kg, während er im Norden bis zu 2 kg schwer werden kann.

## Verbreitung und Lebensraum
Der Zirrenkrake ist im nordöstlichen Atlantik von Norwegen (nördlich bis zum Trondheimfjord) und dem Süden Islands über die Nordsee und den Ärmelkanal, entlang der Ostatlantikküste südlich bis zur Küste Marokkos, einschließlich der Küsten Großbritanniens und Irlands verbreitet. Außerdem lebt er im gesamten Mittelmeer, einschließlich der Adria und des Marmarameers. Das Verbreitungsgebiet reicht etwa von 66 bis 67 Grad bis zu 33 Grad nördlicher Breite.
Er lebt in unterschiedlichen Wassertiefen (eurybathisch) vom Flachwasser bis in 700, vereinzelt bis 770 Meter Wassertiefe. Kommerzielle Fänge stammen meist aus einer Tiefe von 50 (60) bis 300 Meter, im Schelfmeer. Die Art ist vorwiegend bodenlebend (benthisch) und bevorzugt Weichsubstrate wie Sand und Schlamm, kommt aber gelegentlich auch auf Hartsubstraten vor. Im Flachwasser sind saisonal weitaus mehr Weibchen als Männchen zu beobachten, was durch Wanderungen in Flachmeerbereiche zur Fortpflanzung erklärt wird. Die Art gilt aber als relativ wenig mobil und ortstreu. Sie tarnt sich oft durch Eingraben im Sand, bis nur noch die Augen herausschauen.
Anfang des 21. Jahrhunderts nahm die Anzahl der Zirrenkraken in der Nordsee zu, was mit der starken Befischung und hierdurch bewirkten Dezimierung großer räuberischer Fische wie des Atlantischen Kabeljaus (Gadus morhua) in Zusammenhang gebracht wird. In der Folge traten Probleme für die Garnelen- und Hummerproduzenten auf, da der Zirrenkrake problemlos in die Gefäße eindringt, um die hier enthaltenen als Köder dienenden oder gefangenen Krebse zu erbeuten.

## Ernährung
Der Zirrenkrake ernährt sich vorwiegend von großen Zehnfußkrebsen und Fischen. Eine serologische Analyse von Kraken aus Moray Firth und Sound of Jura ergab, dass die hauptsächlichen Beutetiere Arten der Gattung Liocarcinus, Nephrops norvegicus, Cancer pagurus, Crangon crangon and Carcinus maenas waren, wenn auch viele Individuen andere Beutetiere fraßen. Für einige wirtschaftlich bedeutende Krebsarten wie Homarus gammarus, Nephrops norvegicus und Cancer pagurus ist er ein wichtiger Fressfeind, der die Krebse oft aus von Menschen aufgestellten Fallen erbeutet. Der Krake bohrt mit seiner Radula ein Loch in die Chitincuticula des erbeuteten Krebses und lähmt diesen, indem er Giftstoffe durch das Loch in den Körper des Opfers spritzt. Injizierte Verdauungsenzyme lösen das Fleisch von der Chitincuticula, sodass der Krake es leicht vom Carapax lösen kann.

## Lebenszyklus

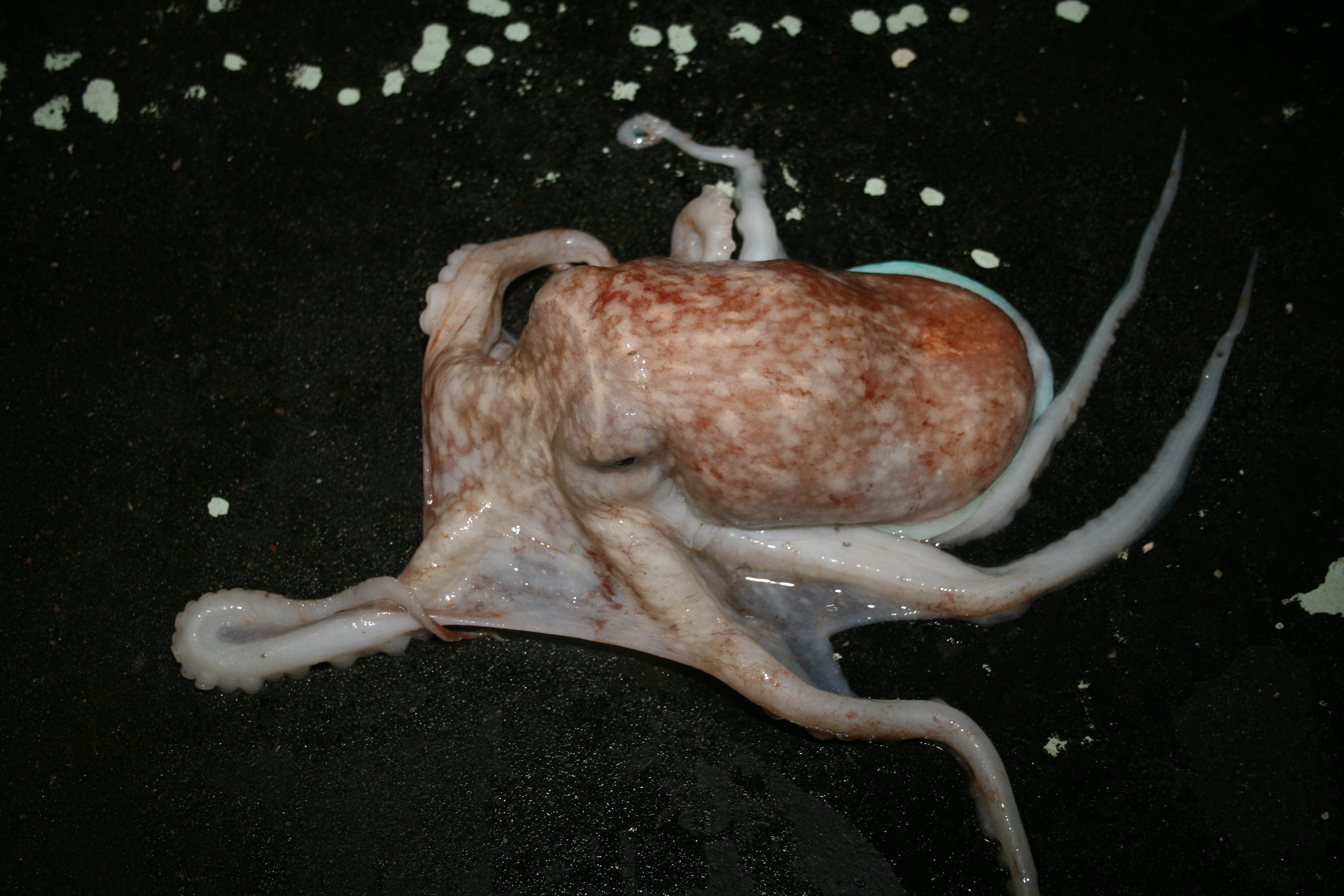
Junger Zirrenkrake

Der Zirrenkrake wird etwa 1 bis 5 Jahre alt und erreicht seine Geschlechtsreife mit einem Alter von etwa 1 Jahr, wobei das Weibchen bei einer Körpermasse von 400 bis 1000 g etwa 12 bis 40 cm lang und das Männchen etwas kleiner ist. Es sind allerdings auch 1000 bis 1200 g schwere Weibchen beobachtet worden, die keinerlei Anzeichen reifer Eierstöcke zeigten. Die Begattung mit innerer Befruchtung erfolgt wie bei anderen Kraken mit einem Hectocotylus. Im Durchschnitt legt ein Weibchen etwa 1000 bis 5000 Eier. Die Männchen können etwas über 600 g schwer werden und haben meist bei einer Körpermasse von 200 g voll entwickelte Gonaden.
Die meisten Tiere pflanzen sich nur einmal im Leben fort (semelpar) und sterben kurz nach der Fortpflanzung. Jungtiere erreichen üblicherweise erst im zweiten Lebensjahr die Fortpflanzungsreife, werden also zwei Jahre alt. Ein geringer Anteil (im Mittelmeer weniger als zehn Prozent) pflanzt sich aber im zweiten Jahr noch nicht fort und wird drei, sehr selten mehr als drei Jahre alt. Tiere aus dem Norden des Verbreitungsgebiets erreichen tendenziell ein höheres Lebensalter als im Süden.
Der Zirrenkrake pflanzt sich im Norden insbesondere in den Monaten von Juli bis September fort, so dass es im Oktober zahlreiche Jungtiere gibt. Im Süden liegt die Fortpflanzungsperiode früher, im westlichen Mittelmeer im Früh- im östlichen im Spätsommer. Die aus den Eiern hervorgehenden Schlüpflinge haben einen rundlichen bis konischen und leicht verlängerten Körper mit einer Mantellänge von 3,7 bis 4,0 mm und einer Länge der nicht ganz gleichen Fangarme von 2,5 bis 2,8 mm. Die Arme haben 8 Saugnäpfe und 8 bis 11 Chromatophoren in einer Reihe. Der Trichter weist 2 seitlich an der Lippe sitzende Chromatophoren auf. Der Mantel ist sowohl ventral als auch dorsal dicht mit jeweils über 50 Chromatophoren überzogen, doch können diese im Bereich über der Mitteldarmdrüse fehlen. Die dorsale Oberfläche der Mitteldarmdrüse weist aber 13 viscerale Chromatophoren auf. Am dorsalen Teil des Kopfes sitzen über 6 Chromatophoren in einer Anordnung von 2 und 4, während jedes Auge mindestens 8 Chromatophoren trägt und von silberfarbenen Iridophoren umgeben ist. Bei Jungtieren von 12 mm Mantellänge sind die etwas ungleichen Arme 16 mm lang und weisen mindestens 28 Saugnäpfe in einer Reihe auf, während die Anzahl und Anordnung der Chromatophoren derjenigen bei Schlüpflingen entspricht.

## Fressfeinde
Untersuchungen des Mageninhalts gestrandeter Rundkopfdelfine (Grampus griseus) an der Küste Schottlands ergaben, dass deren Hauptbeute Zirrenkraken waren.

## Wirtschaftliche Bedeutung
Die Art wird intensiv befischt und besitzt regional hohe wirtschaftliche Bedeutung, insbesondere im westlichen Mittelmeer. Im Atlantik, so in der Kaisergranat-Fischerei vor Schottland, werden sie hingegen selten genutzt und als unerwünschter „Beifang“ zurück ins Meer geworfen. Die Art wird vor allem mit Schleppnetzfischerei, mittels Grundschleppnetzen, befischt. Die Art wird fast das ganze Jahr über befischt, maximale Fänge von Juli bis Dezember. Im Mittelmeer werden zwei Größenklassen genutzt. Neben den adulten Kraken existiert hier eine spezialisierte Fischerei auf Jungtiere, die in Katalonien „popets“ und in der Toskana „moscardini“ genannt werden. 
Die Fangmengen sind schwer anzugeben. Zwar wird die Art in der FishStat-Datenbank der FAO gelistet, der überwiegende Teil der Fänge werden aber nicht nach Art aufgeschlüsselt, sondern in einer Sammelkategorie mit anderen Krakenarten zusammengeworfen, so dass verlässliche Zahlen nur für Eledone cirrhosa, Eledone moschata und Octopus vulgaris zusammen vorliegen. Es wird aber davon ausgegangen, dass die Fänge von E.cirrhosa gegenüber E.moschata überwiegen. Für das Jahr 2005 werden für das Mittelmeer Fänge von 9600 Tonnen für beide Eledone-Arten zusammen angegeben.

## Taxonomie
Erstmals beschrieben wurde die Art im Jahr 1798 von dem französischen Zoologen Jean-Baptiste Lamarck. Ein verbreitetes Synonym ist Octopus aldrovandi Montfort, 1802.